# Thiết tướng quân
Thiết tướng quân (tiếng Hoa: 鐵將軍阿貴) là một bộ phim truyền hình Trung Quốc sản xuất năm 2005 do Bồ Thắng Tấn làm đạo diễn. Phim được chiếu trên Đài truyền hình trung ương Trung Quốc (CCTV) vào năm ngày 10 tháng 4 năm 2005. Phim từng phát sóng trên kênh VTV3 vào năm 2006 và trên kênh VTV2 năm 2013. Phim có sự tham gia của dàn diễn viên nổi tiếng như Tôn Hưng, Tào Dĩnh, Trương Thiết Lâm và Vương Diễm.

## Nội dung
A Quý là một đại tướng quân nổi tiếng trung thành thời vua Càn Long. Ông là một người chính trực và mưu trí. Những chuyện đen tối chốn quan trường lần lượt bị ông đem ra ánh sáng bằng tài năng và bản lĩnh của mình để trấn an lòng dân. Phim Thiết Tướng Quân cũng đế cập tới không ít khó khăn của ông khi lòng trung thành của ông đôi lúc cũng bị nhà vua nghi ngờ. Thiết Tướng Quân: Trong một lần đang đem quân chinh phạt thì nhận được thánh chỉ phải trở về cung trong vòng 7 ngày. A Quý quyết định kháng chỉ, tấn công vào trại và lấy đầu của thủ lĩnh phỉ rồi mới quay về kinh. Thật may mắn, A Quý về đến kinh thành đúng vào ngày cuối cùng của hạn định. Dâng lên nhà vua thắng lợi dẹp yên thổ phỉ, A Quý cũng đã làm sáng tỏ những nghi kị của vua Càn Long và bịt miệng các gian thần. Vào một ngày đẹp trời, A Quý cùng Đại Niên bát phố, ngắm cảnh thì nghe có tiếng kèn trống của đám rước dâu nhưng bên cạnh lại là tiếng kêu khóc thê thảm của cô dâu. A Quý bèn ra tay giải cứu cho cô dâu Hồng Trù, dù việc cô khóc chỉ là theo phong tục ở quê của cô mà thôi. Mọi việc hiểu lầm được giải tỏa nhưng Hồng Trù lại đem lòng yêu mến vị tướng quân này. Trong lúc này, Đa Cách Cách muốn chiêu phò mã, vua Càn Long muốn chọn A Quý nhưng thái hậu lại muốn chọn Hòa Lâm - em trai của Hòa Thân. Sau một số sự việc rối ren, thái hậu đã tìm cách đẩy A Quý vào thiên lao. Hồng Trù đã cùng Vương gia tìm cách cứu A Quý với sự giúp đỡ của vua Càn Long. Đến lúc phải chịu một hình phạt là vào Tư khố quán để đọc sách, A Quý lại phanh phui ra những việc xấu xa động trời...

## Diễn viên
- Tôn Hưng vai A Quý
- Tào Dĩnh vai Hồng Trù
- Trương Thiết Lâm vai Càn Long
- Vương Cương vai Hòa Thân
- Hàn Đống vai Hòa Lâm
- Vương Diễm vai Du Như Ý
- Uông Nguyên vai Đa Cách Cách
- Quách Đông Lâm vai Đường Đại Niên